# 萊爾德角
81°41′S 162°27′E / 81.683°S 162.450°E
萊爾德角是南極洲的海岬，位於沙克爾頓海岸的羅斯冰架西面，處於梅角西北面15公里，該海岬以新西蘭探險隊的地質學家命名。